# Браговский, Эдуард Георгиевич
Эдуа́рд Гео́ргиевич Браго́вский (6 октября 1923, Тифлис — 6 августа 2010, Москва) — советский и российский живописец, лауреат Государственной премии России (2000), народный художник России (2010), действительный член Российской академии художеств (2007).

## Биография
Родился в 1923 году в Тифлисе. Его отец — Георгий Браговский был кадровым военным, мать — Шушаник Диотян, была зубным врачом. В 1927 году семья переехала в Москву, где проявивший интерес к рисованию мальчик посещал детскую изостудию (1935—1939). В 1939 году стал членом детской редколлегии журнала «Юный художник». В 1940 году отца назначили комиссаром в Литовскую армию. В годы Великой Отечественной войны во время эвакуации семья Браговских потеряла мать, Эдуард был связан с партизанами, а с 1943 по 1946 год сам служил в рядах Красной армии.
Специальное художественное образование начал в Вильнюсском художественном институте в 1946 году у Антанаса Гудайтиса, а затем продолжил обучение в Московском государственном художественном институте им. В. И. Сурикова (1947—1953) у В. В. Почиталова, В. К. Нечитайло, В. Г. Цыплакова, П. В. Малькова, П. И. Котова. Под руководством последнего выполнил дипломную картину «Ленин на охоте». После окончания института вместе с другими начинающими художниками участвовал в первых молодежных выставках на Кузнецком мосту, 11 в Москве.

Начиная с 1948 года творческая и личная судьба художника была связана с Тарусой: 
До того, как поселиться там, мы все куда-то ехали, спешили. Не оставалось времени по-настоящему вглядеться в окружающий мир, вчувствоваться в него. А здесь я всё получил сполна: была первая любовь, было время для того, чтобы оглядеться и всё прочувствовать.
 За годы, проведённые там, он создал «портрет» этого города.
Браговский часто ездил по российской глубинке, путешествовал на Алтай, Целину, в Среднюю Азию, на Кавказ, везде писал с натуры.
Персональные выставки Браговского проходили в 1971, 1982, 2008 годах в Москве, в 1991 году во Флориде (США), в 1992 году в Испании. В 2000 году персональная экспозиция Браговского представляла Союз Художников России на «АРТ-Салоне — 2000».
 Картины художника находятся в Государственной Третьяковской галерее, Русском музее, в большинстве крупных музеев России и СНГ, в собрании Музея Русского
искусства в Миннеаполисе (США), а также в частных коллекциях в Великобритании, Венгрии, Германии, Италии, Франции, Чехословакии, Японии, США.
Член Союза Художников СССР (1954), он много лет отдал общественной работе в Московском Союзе художников, был председателем секции живописи, членом Правления МСХ. 
Умер в 2010 году. Похоронен на Старом кладбище в Тарусе.

### Семья
- жена — художник Наталья Любимова
- дочь — художник Анна Браговская
- сын — художник Пётр Браговский
- зять — художник Владимир Севастьянов
- невестка — художник Лада Мнацаканян

## Творчество
Эдуард Браговский — автор лирических пейзажей, жанровых композиций, портретов и натюрмортов.

Может быть Э. Браговский один из самых оптимистичных художников своего поколения. Он с равным художественным интересом относится к изображению человека и природы. В его полотнах всегда ощущается взволнованность, приподнятость настроения, активность действия даже там, где оно только подразумевается.

Пейзажи его — не лирическое устойчиво-созерцательное видение жизни, а волевой призыв к действию, активности, трудам. Э. Браговскому удалось найти свой красочно-напряженный язык живописи, он живописец по призванию, подчиняющий своему жизнепониманию изображение земли, неба, городских или сельских домов. Его композиции осознанно конструктивны.
— Художественная галерея «АртПанорама»

Главным в его творчестве всегда было логическое построение художественной ткани картины, смелое и темпераментное использование метафорических возможностей цвета, света и тени. Оставаясь в рамках выбранного цветового диапазона своих работ, художник считал возможным или даже необходимым максимально «усилить» заинтересовавшие его композиционные или цветовые акценты…
— Радослава Конечна, 2011

### Живописные работы художника
- «Наташа» (1949)
- «На Алтае» (1950)
- «Женский портрет» (1953)
- «Лето» (1954)
- «Прудик» (1954)
- «За чаем» (1957)
- «Зима в Переяславле-Залесском» (1957)
- «Март» (1957)
- «Мать и дитя» (1957)
- «Осень» (1957)
- «После базара» (1957)
- «Весна» (1959)
- «Летний день» (1959)
- «Переславль-Залесский» (1959)
- «Портрет Л. Цигаль» (1959)
- «Зимка» (1960)
- «Зимой в Переславле-Залесском» (1960)
- «Севан» (1960)
- «Дорога» (1961)
- «Иней» (1961)
- «Мартовский день» (1961)
- «Портрет тракториста Голубева» (1961)
- «Вечер» (1962)
- «Иней» (1962)
- «Мальчик» (1962)
- «Мартовские тени» (1962)
- «Мост в Тарусе» (1962)
- «Весна в Тарусе» (1963)
- «Вечер на Ветлуге» (1963)
- «Дети» (1963)
- «Дорога» (1963)
- «Загорск. Красная башня» (1963)
- «За работой» (1963)
- «Мороз и солнце» (1963)
- «Последний снег» (1963)
- «Ростов Великий» (1963)
- «Молодые строители» (1964)
- «Молодые (целина)» (1964)
- «Портрет» (1964)
- «Посёлок на целине» (1964)
- «Мартовский день. Старая Ладога» (1964—1973)
- «Портрет Вериго» (1965)
- «Тракторист» (1965)
- «Трубеж» (1965)
- «Весна в Суздале» (1966)
- «Семья» (1966)
- «Новгород. София» (1967)
- «Сосны и берёзы» (1967)
- «Хоккей в Тарусе» (1967)
- «Весна. Лесосплав» (1968)
- «Дом Ватагиных» (1968)
- «Женский портрет» (1968)
- «Здравствуйте, как работа» (1968)
- «Комиссар» (1968)
- «На Таруске» (1968)
- «На Волхове» (1969)
- «Сжатое поле» (1969)
- «Последние дни осени» (1969—1971)
- «Голубой март» (1970)
- «Мать и сын» (1970)
- «Мост в Аштараке» (1970-е)
- «Петя и фрукты» (1970)
- «Тёплая осень» (1970)
- «Весна» (1971)
- «Мастерская» (1971)
- «Наша семья» (1971)
- «Пиросманишвили» (1971)
- «Синий Волхов» (1971)
- «Страда» (1971)
- «Улица в Тарусе» (1971)
- «Домна. Ночь. Череповец» (1972)
- «Мост в Тарусе» (1973)
- «Март» (1974)
- «Таруса» (1974)
- «Автопротрет» (1975)
- «Ветренно» (1975)
- «Обнаженная» (1975)
- «Журавлёвский дом» (1976)
- «Перед грозой (Ферапонтово)» (1976)
- «Весна» (1977)
- «Весна на Нерли» (1977)
- «Обнажённая перед зеркалом» (1977)
- «Петя мечтает» (1977)
- «Дом Добротворских в Тарусе» (1979)
- «Мальчик и собака» (1979)
- «В лугах» (1981)
- «Перед зеркалом» (1981)
- «Зима в Хиве» (1982)
- «Вечер в Хиве» (1983)
- «Пётр с книгой» (1983)
- «Поздняя осень в Тарусе» (1983)
- «Зимнее солнце» (1984)
- «Уж небо осенью дышало…» (1984)
- «Грузинский натюрморт» (1985)
- «Над озером» (1985)
- «Осень» (1986)
- «На Севане» (1987)
- «Тверской бульвар» (1987)
- «Весенняя пахота» (1988)
- «Весна на могиле Борисова-Мусатова» (1988)
- «Сентябрь» (1988)
- «С утра льет дождь» (1988)
- «Кусково» (1989)
- «Осень» (1990)
- «Пушкин на Тверском бульваре» (1990)
- «Калина» (1991)
- «Осенние березы» (1991)
- «Дождь» (1993)
- «Осенние цветы» (1993)
- «Распутица в Тарусе» (1994)
- «Мои внуки» (1995)
- «Дождь над Таруской» (1996)
- «На лоскутном одеяле» (1996)
- «Обнаженная» (1997)
- «Портрет Н. М. Рубцова» (1998)
- «К весне» (1999)
- «Весна идёт» (2000)
- «Розовое облако» (2000)
- «Листья облетели» (2001)
- «Храм» (2001)
- «Берёзовая роща» (2002)
- «Жаркое лето» (2002)
- «На реке Тарусе» (2002)
- «Россия во мгле» (2002)
- «Белый денёк» (2003)
- «Памяти Борисова-Мусатова» (2003)
- «Дионисий» (2005)
- «Дом в Тарусе» (2005)
- «Н. Рубцов в Ферапонтове» (2006)
- «Ещё Таруса» (2007)
- «Мост. Старая Ладога» (2007)
- «Розовый Волхов» (2008)

## Награды и звания
- 1989 — Заслуженный художник РСФСР
- 2000 — Лауреат Государственной премии России за картины «Мальчик и собака» (1979), «Зимнее солнце» (1984), «Портрет Н. М. Рубцова» (1998)
- 2001 — Член-корреспондент Российской Академии художеств
- 2003 — Золотая медаль Российской Академии художеств за картины «Мир живописи», «Листья облетели», «Баба Маня»
- 2010 — Народный художник России